# メアリー・E・ウェーバー
メアリー・E・ウェーバー（Mary Ellen Weber、1962年8月24日 - ）は、アメリカ合衆国の技術者、アメリカ航空宇宙局の宇宙飛行士である。

## 生い立ち
ウェーバーはオハイオ州クリーヴランドで生まれてベッドフォード・ハイツで育ち、1980年にベッドフォード高校を卒業した。1984年にはパデュー大学で化学工学の学士号を取得した。在学中はファイ・ミュー・フラタニティに所属していた。1988年にはカリフォルニア大学バークレー校で化学の博士号を取得し、2002年には南メソジスト大学で経営管理学の修士号を取得した。

## 技術者としてのキャリア
パデュー大学での院生時代に、彼女はOhio Edison、デルコ・エレクトロニクス、3Mでインターンを行った。バークレー校での博士課程時代にはケイ素中での気相の化学反応について研究した。その後、テキサス・インスツルメンツに入社し、コンピュータチップを製造する新しいプロセスの研究を行った。彼女は1つの特許と8本の研究論文を公表した。

## 技術者でのキャリア
ウェーバーはNASAにより1992年に第14期の宇宙飛行士に選ばれた。NASA在籍の10年間に、研究開発やベンチャーの立ち上げ等に携わった。さらに、ワシントンD.C.のNASA本部の刑事法制課で連邦議会対応も行った。宇宙飛行士室でのウェーバーの主な仕事は、ケネディ宇宙センターでの打上げ準備やペイロードの開発、乗組員の科学教育法の開発等であった。STS-70とSTS-101の2度の宇宙飛行に参加し、450時間以上を宇宙で過ごした。彼女は2002年12月にNASAを退職した。

## NASA後
2003年1月現在でウェーバーはテキサス州ダラスのUT Southwestern Medical Centerで副社長を務めている。

## 私生活
ウェーバーはベイヨン (ニュージャージー州)出身でスカイダイビングやゴルフ、スキューバダイビングが趣味のジェローム・エルカインドと結婚している。母のジョアン・ウェブスターと父のアンドリュー・ウェブスター・ジュニアは離婚している。
ウェブスターは1983年から3300回以上のスカイダイビングを行い、スカイダイビングの全米選手権では8個のメダルを獲得している。また2002年には、300人とともに世界最大のフリーフォールも達成している。さらに、飛行機の指導教官として800時間以上飛行し、そのうち600時間はジェット機である。